# Smicridea salta
Smicridea salta là một loài Trichoptera trong họ Hydropsychidae. Chúng phân bố ở miền Tân bắc.